# Esepos
Esepos (gr. Αἴσηπος Aísēpos, łac. Aesepus) – syn najady Abarbarei oraz króla Troi Laomedona miał z woli ojca zostać królem Troi, ale nie posłuchał ojca i umarł zabity przez niedźwiedzia, którego ponoć zesłała na niego przypadkiem Afrodyta (ale mówi się też, że zabił go jego brat podczas polowania strzałą z łuku chcąc zabić niedźwiedzia). Po śmierci Eseposa królem Troi został jego młodszy brat Pedasos.